# Bodenseekreis
Der Bodenseekreis ist ein Landkreis in Baden-Württemberg. Er bildet zusammen mit den Landkreisen Ravensburg und Sigmaringen den Regionalverband Bodensee-Oberschwaben im Regierungsbezirk Tübingen.

## Geographie

### Lage
Der Bodenseekreis erstreckt sich entlang des Nordufers des Bodensees mit dem anschließenden Oberschwäbischen Hügelland, das im Osten in das Westallgäuer Hügelland übergeht.
Die höchste Erhebung ist mit 832,8 m ü. NHN auf dem Höchsten an der Kreisgrenze zum Landkreis Sigmaringen zu finden.

### Nachbarkreise
Er grenzt im Uhrzeigersinn im Westen beginnend an die Landkreise Konstanz, Sigmaringen und Ravensburg (alle in Baden-Württemberg) sowie an den bayerischen Landkreis Lindau. Im Süden bildet der Bodensee die natürliche Grenze zu Österreich (Vorarlberg) und zur Schweiz (Kantone St. Gallen und Thurgau).

### Flächenaufteilung
Nach Daten des Statistischen Landesamtes, Stand 2015.

## Topographie

### Schutzgebiete
Im Bodenseekreis sind (Stand: 19. Dezember 2024) folgende 33 Naturschutzgebiete mit einer Gesamtfläche von 1202,24 Hektar (ha) ausgewiesen; das entspricht einem Anteil von 1,81 Prozent an der Fläche des Kreises: 
1. Aachtobel, 97,4 ha, Gemeinden Frickingen und Owingen, Stadt Überlingen
2. Altweiherwiese, 78,3 ha, Gemeinde Oberteuringen
3. Argen, 302,6 ha, Gemeinden Kressbronn, Langenargen, Neukirch, Stadt Tettnang
4. Auweiher, 7,3 ha, Gemeinden Neukirch, Bodnegg
5. Berger Weiher, 19,0 ha, Gemeinde Kressbronn am Bodensee
6. Birkenweiher, 13 ha, Stadt Tettnang
7. Buchbach, 7,1 ha, Gemeinden Neukirch, Stadt Tettnang
8. Ebersberger Weiher, 25,8 ha, Gemeinde Neukirch
9. Eriskircher Ried, 556,5 ha, Gemeinden Eriskirch, Langenargen, Stadt Friedrichshafen
10. Gemsenweiher, 11,6 ha, Gemeinde Neukirch
11. Hepbacher-Leimbacher Ried, 46,5 ha, Städte Friedrichshafen, Markdorf, Gemeinde Oberteuringen
12. Hirrensee, 16,3 ha, Stadt Tettnang
13. Hödinger Tobel, 27,7 ha, Stadt Überlingen, Gemeinde Sipplingen
14. Hüttensee, 17,4 ha, Gemeinde Neukirch
15. Hüttenwiesen, 7,8 ha, Gemeinde Neukirch
16. Igelsee, 16,9 ha, Gemeinde Neukirch
17. Jägerweiher, 6,2 ha, Gemeinde Neukirch
18. Katharinenfelsen, 3,9 ha, Stadt Überlingen
19. Knellesberger Moos, 39,0 ha, Gemeinde Meckenbeuren, Stadt Tettnang
20. Köstenerberg. 15,5 ha, Gemeinde Sipplingen
21. Kreuzweiher-Langensee, 74,9 ha, Gemeinde Neukirch
22. Lipbachmündung, 15,8 ha, Stadt Friedrichshafen, Gemeinde Immenstaad
23. Lipbachsenke, 29,0 ha, Stadt Friedrichshafen, Gemeinde Immenstaad
24. Loderhof-Weiher, 9,2 ha, Stadt Tettnang
25. Markdorfer Eisweiher, 12,3 ha, Stadt Markdorf
26. Matzenhauser Mahlweiher, 9,2 ha, Stadt Tettnang
27. Schachried, 11,0 ha, Gemeinde Kressbronn
28. Schönmoos, 10,0 ha, Gemeinde Kressbronn
29. Schwarzer Graben, 27,9 ha, Gemeinde Salem
30. Seefelder Aachmündung, 54,7 ha, Gemeinde Uhldingen-Mühlhofen
31. Sipplinger Dreieck, 15,0 ha, Gemeinde Sipplingen
32. Spetzgarter Tobel, 12,4 ha, Stadt Überlingen
33. Wasenmoos, 26,7 ha, Stadt Tettnang

Hinzu kommen 27 ausgewiesene Landschaftsschutzgebiete (9114,64 ha; 13,71 %), elf FFH-Gebiete (3900,78 ha; 5,87 %), drei Vogelschutzgebiete (882,98 ha), ein Bannwald (35,50 ha), zwei Schonwälder (137,80 ha) sowie insgesamt 175 Naturdenkmale (41,51 ha) und 4508 Biotope.

### Wald
Im Bodenseekreis sind 29 % der Fläche bewaldet. Der Wald besteht zu 60 % aus Nadelbäumen und zu 40 % aus Laubbäumen. 58 % des Waldes sind in Privateigentum.

## Geschichte
Der Bodenseekreis wurde durch die Kreisreform zum 1. Januar 1973 durch Vereinigung des Landkreises Tettnang mit dem Großteil des Landkreises Überlingen gebildet.
Der Landkreis Tettnang war 1934 aus dem alten württembergischen Oberamt Tettnang hervorgegangen, das 1810 errichtet worden war. 1938 wurde der Landkreis Tettnang in Landkreis Friedrichshafen umbenannt, jedoch später wieder rückbenannt. Der Landkreis Überlingen wurde 1936 durch Vereinigung der badischen Bezirksämter Überlingen und Pfullendorf gebildet, die 1857 durch Vereinigung mehrerer Ämter errichtet worden waren. Mit der Kreisreform 1973 wurden ehemals badische und württembergische Teile zu einem Landkreis vereinigt.
Der neue Landkreis bestand zu Beginn aus 32 Gemeinden. Die folgenden Gemeinden wurden in den Jahren darauf eingemeindet:
- 1. April 1974: Deisendorf nach Überlingen
- 1. Juli 1974: Hödingen und Nesselwangen nach Überlingen
- 1. Januar 1975: Hattenweiler, Heiligenberg und Wintersulgen vereinigt zur neuen Gemeinde Heiligenberg
- 1. Januar 1975: Billafingen nach Owingen
- 1. Januar 1975: Beuren nach Salem
- 1. Januar 1975: Bonndorf und Nußdorf nach Überlingen

- 1975 wurde Kau von Meckenbeuren nach Tettnang umgemeindet
- 1977 wurde Ellenfurt von Heiligenberg nach Deggenhausertal umgemeindet

Nach Abschluss der Gemeindereform umfasst der Bodenseekreis noch 23 Gemeinden, darunter fünf Städte und hiervon wiederum zwei Große Kreisstädte (Friedrichshafen und Überlingen). Größte Stadt des Kreises ist Friedrichshafen, kleinste Gemeinde ist Stetten.

### Einwohnerstatistik

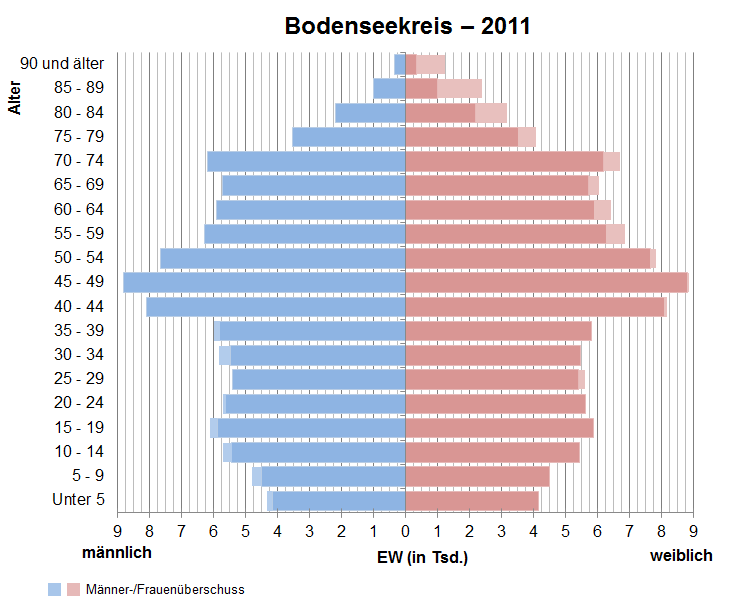
Bevölkerungspyramide für den Bodenseekreis (Datenquelle: Zensus 2011)

Die Einwohnerzahlen sind Volkszählungsergebnisse (¹) oder amtliche Fortschreibungen des Statistischen Landesamts Baden-Württemberg (nur Hauptwohnsitze).
| Datum             | Einwohner |
| ----------------- | --------- |
| 31. Dezember 1973 | 161.906   |
| 31. Dezember 1975 | 162.236   |
| 31. Dezember 1980 | 170.353   |
| 31. Dezember 1985 | 172.981   |
| 25. Mai 1987¹     | 172.776   |
| 31. Dezember 1990 | 183.774   |

| Datum             | Einwohner |
| ----------------- | --------- |
| 31. Dezember 1995 | 192.947   |
| 31. Dezember 2000 | 199.181   |
| 31. Dezember 2005 | 205.446   |
| 31. Dezember 2010 | 208.367   |
| 31. Dezember 2015 | 212.201   |
| 31. Dezember 2020 | 217.901   |

### Konfessionsstatistik
Der Anteil der evangelische und katholische Kirchenmitglieder im Kreis sinkt jährlich um einen Prozentpunkt. Gemäß dem Zensus 2022 waren 40,8 % der Einwohner katholisch, 15,6 % evangelisch, und 43,6 % waren konfessionslos, gehörten einer anderen Glaubensgemeinschaft an oder machten keine Angabe.

## Politik
Der Landkreis wird vom Kreistag und vom Landrat verwaltet.

### Kreistag
| Kreistagswahl Bodenseekreis 2024Wahlbeteiligung: 62,9 % 3020100 29,3 %21,3 %14,3 %11,9 %10,3 %5,2 %3,1 %2,2 %1,3 %0,7 %0,6 %keine % CDUFWGrüneAfDSPDFDPNfFLinkeOLELFLBSonst.Gewinne und Verlusteim Vergleich zu 2019 %p 6 4 2 0 −2 −4 −6 −8+2,5 %p+0,7 %p−8,0 %p+5,6 %p−1,2 %p−0,9 %p+3,1 %p−1,1 %p+0,1 %p−0,3 %p+0,6 %p−0,8 %pCDUFWGrüneAfDSPDFDPNfFLinkeOLELFLBSonst. | Sitzverteilung im Kreistag Bodenseekreis seit 2024Insgesamt 62 Sitze - Linke: 1 - SPD: 6 - Grüne: 9 - OL: 1 - EL: 1 - NfF: 1 - FLB: 1 - FW: 14 - FDP: 3 - CDU: 18 - AfD: 7 |

#### Ergebnisse vorangegangener Kreistagswahlen
| Parteien und Wählergemeinschaften | Parteien und Wählergemeinschaften                                 | % 2024 | Sitze 2024 | % 2019 | Sitze 2019 | % 2014 | Sitze 2014 | % 2009 | Sitze 2009 | % 2004 | Sitze 2004 | % 1999 | Sitze 1999 | % 1994 | Sitze 1994 | % 1989 | Sitze 1989 |
| --------------------------------- | ----------------------------------------------------------------- | ------ | ---------- | ------ | ---------- | ------ | ---------- | ------ | ---------- | ------ | ---------- | ------ | ---------- | ------ | ---------- | ------ | ---------- |
| CDU                               | Christlich Demokratische Union Deutschlands                       | 29,3   | 18         | 27,4   | 15         | 36,0   | 20         | 35,0   | 24         | 39,0   | 26         | 42,1   | 25         | 36,1   | 23         | 40,0   | 23         |
| FW                                | Freie Wähler Bodenseekreis                                        | 21,3   | 14         | 22,0   | 12         | 22,2   | 12         | 23,0   | 15         | 22,1   | 14         | —      | —          | —      | —          | —      | —          |
| GRÜNE                             | Bündnis 90/Die Grünen                                             | 14,3   | 9          | 22,3   | 13         | 17,1   | 10         | 13,8   | 9          | 12,3   | 8          | 10,0   | 6          | 10,9   | 7          | 9,6    | 6          |
| SPD                               | Sozialdemokratische Partei Deutschlands                           | 10,3   | 6          | 10,4   | 6          | 13,4   | 8          | 16,9   | 9          | 17,9   | 10         | 18,6   | 9          | 20,5   | 11         | 21,3   | 10         |
| AfD                               | Alternative für Deutschland                                       | 11,9   | 7          | 5,8    | 3          | —      | —          | —      | —          | —      | —          | —      | —          | —      | —          | —      | —          |
| FDP                               | Freie Demokratische Partei                                        | 5,2    | 3          | 6,1    | 3          | 4,6    | 3          | 5,5    | 3          | 4,7    | 3          | 2,7    | 1          | 3,7    | 2          | 5,5    | 3          |
| NfF                               | Netzwerk für Friedrichshafen                                      | 3,1    | 1          | —      | —          | —      | —          | —      | —          | —      | —          | —      | —          | —      | —          | —      | —          |
| DIE LINKE                         | DIE LINKE                                                         | 2,2    | 1          | 3,0    | 2          | 3,2    | 2          | 2,4    | 1          | —      | —          | —      | —          | —      | —          | —      | —          |
| OL                                | Oberteuringer Liste                                               | 1,3    | 1          | 1,3    | 1          | 1,2    | 1          | —      | —          | —      | —          | —      | —          | —      | —          | —      | —          |
| EL                                | Eriskircher Liste                                                 | 0,7    | 1          | 1,1    | 1          | 1,4    | 1          | 1,4    | 1          | 1,2    | 1          | —      | —          | —      | —          | —      | —          |
| FLB                               | Freie Liste Bodensee                                              | 0,6    | 1          | —      | —          | —      | —          | —      | —          | —      | —          | —      | —          | —      | —          | —      | —          |
| BÜB+                              | Bürger für Überlingen                                             | —      | —          | 0,6    | —          | —      | —          | —      | —          | —      | —          | —      | —          | —      | —          | —      | —          |
| BVÜOS                             | Bürgerliche Verwaltungsgemeinschaft Überlingen-Owingen-Sipplingen | —      | —          | —      | —          | 0,8    | 1          | —      | —          | —      | —          | —      | —          | —      | —          | —      | —          |
| Bürger                            | Bürger aktiv-Friedrichshafen                                      | —      | —          | —      | —          | —      | —          | 2,0    | 0          | —      | —          | —      | —          | —      | —          | —      | —          |
| ÖDP-Unabhängige                   | Ökologisch-Demokratische Partei und Unabhängige                   | —      | —          | —      | —          | —      | —          | —      | —          | 2,8    | 1          | —      | —          | —      | —          | —      | —          |
| WG                                | Wählervereinigungen                                               | —      | —          | —      | —          | —      | —          | —      | —          | —      | —          | 23,4   | 14         | 23,2   | 16         | 22,0   | 13         |
| Gesamt                            | Gesamt                                                            | 100,0  | 62         | 100,0  | 56         | 100,0  | 58         | 100,0  | 62         | 100,0  | 63         | 100,0  | 56         | 100,0  | 61         | 100,0  | 55         |
| Wahlbeteiligung                   | Wahlbeteiligung                                                   | 62,9 % | 62,9 %     | 62,3 % | 62,3 %     | 51,9 % | 51,9 %     | 52,2 % | 52,2 %     | 53,6 % | 53,6 %     | 53,1 % | 53,1 %     | 67,0 % | 67,0 %     | 60,4 % | 60,4 %     |

- WG: Wählervereinigungen, da sich die Ergebnisse von 1989 bis 1999 nicht auf einzelne Wählergruppen aufschlüsseln lassen.

### Landräte
Der Landrat ist gesetzlicher Vertreter und Repräsentant des Landkreises sowie Vorsitzender des Kreistags und seiner Ausschüsse. Er leitet das Landratsamt und ist Beamter des Kreises. Zu seinem Aufgabengebiet zählen die Vorbereitung der Kreistagssitzungen sowie seiner Ausschüsse. Er beruft Sitzungen ein, leitet diese und vollzieht die dort gefassten Beschlüsse. In den Gremien hat er kein Stimmrecht. Sein Stellvertreter ist der Erste Landesbeamte.
Die Landräte des Landkreises Tettnang 1945–1972:
- 1945:–1924 Walter Bärlin (kommissarisch)
- 1945–1947: Konrad Stöhr (kommissarisch)
- 1947–1957: Emil Münch
- 1957–1972: Kurt Diez

Die Landräte des Landkreises Überlingen 1945–1972:
- 1945–1948: Franz Illner
- 1948–1949: Herbert Hassencamp-Fischer (als Amtsverweser)
- 1949–1955: Georg Beck
- 1956–1972: Karl Schiess

Die Landräte des Bodenseekreises seit 1973:
- 1973–1979: Martin Herzog
- 1979–1985: Bernd Wiedmann
- 1985–2007: Siegfried Tann
- 2007–2023: Lothar Wölfle
- seit 2023: Luca Wilhelm Prayon

### Kreispartnerschaft
Eine Partnerschaft besteht zum Powiat Częstochowski in Polen.

### Wappen
Blasonierung: „In Blau über drei silbernen Wellenfäden im Schildfuß ein felgenloses, achtfach keilspeichiges goldenes Rad.“
Der Entwurf des aus Markdorf stammenden Malermeisters und Heradikers Herbert Vogel hatte sich im Vorfeld gegenüber fast 600 Entwürfen in einem durch den Kreistag ausgerufenen Ideenwettbewerb ausgezeichnet. Vogel beschreibt das Wappen folgendermaßen:

„Das Rad ist Sinnbild der Einheit, Symbol eines neuen Kreisbewußtseins. Der gewellte Schildfuß steht für die Breite der Seenlandschaft. Das kreisrunde Rad über dem See ergibt, wie ein „redendes“ Wappen, das Wortspiel vom „Bodensee-Kreis“. Als Symbol der Sonne weist das goldene Rad auf das milde Seeklima hin, die heraldische Farbe Gold erinnert an die goldenen wogenden Ährenfelder, an die gold-gelb reifenden Äpfel und Trauben. Das heraldische Silber kann auf die schneebedeckten Gipfel der Alpen hinweisen, die zu uns herüber grüßen.
Die Zahl der acht Speichen symbolisiert acht größere Flüsse und Bäche, die das Kreisgebiet durchqueren: Argen, Schussen, Rotach, Brunisach, Lipbach, Deggenhauser Aach, Salemer Aach, Seefelder Aach.
Auch gibt es im Kreis acht Verwaltungsgemeinschaften mit Sitz in Friedrichshafen, Überlingen, Tettnang, Markdorf, Meersburg, Salem, Kressbronn und Heiligenberg.
Auch in historischer Sicht ist die Acht sinnbildhaft, denn acht Zentren haben die Entwicklung von Kultur, Kunst, Wirtschaft und Gesellschaft geprägt und befruchtet: Das Kloster St. Gallen, die Grafen von Heiligenberg, die Grafen von Montfort-Tettnang, die Reichsabtei Salem, das Kloster Weingarten, die Fürstbischöfe von Konstanz, die Freie Reichsstadt Überlingen, Buchhorn-Friedrichshafen.
Das Rad ist auch Sinnbild für das sich fortwährend drehende Rad der Geschichte. Sie hat im neuen Bodenseekreis wesentliche Teile des alten Linzgaues wieder zusammengeführt, mit dessen geschichtlicher Überlieferung das neue Wappen durch das tausendjährige Speichenrad der Ritterschaft von Raderach und Markdorf in Verbindung steht.“

Das Kreiswappen wurde dem Bodenseekreis nach Beschluss des Kreistags vom 16. Dezember 1975 und Zustimmung des Hauptstaatsarchivs Stuttgart durch das Regierungspräsidium Tübingen am 27. Februar 1976 verliehen.
Siehe auch: Liste der Wappen im Bodenseekreis

## Wirtschaft und Infrastruktur
Der Bodenseekreis gilt als eine der wirtschaftlich innovativsten Regionen Baden-Württembergs. Das Statistische Landesamt setzte den Kreis sogar auf Platz eins des Innovationskraft-Index aller Kreise im Bundesland. Diese Stellung verdankt es vor allem den ansässigen Hoch- und Spitzentechnologieunternehmen, unter anderem den Automobilzulieferern und Maschinenbauern ZF Friedrichshafen AG und MTU sowie zahlreichen Unternehmen der Luft- und Raumfahrttechnik, die sich im westlichen Raum Friedrichshafens konzentrieren.
Im Bodenseekreis werden 56,9 Prozent der Gesamtfläche landwirtschaftlich genutzt.
Im Zukunftsatlas 2016 belegte der Bodenseekreis Platz 19 von 402 Landkreisen, Kommunalverbänden und kreisfreien Städten in Deutschland und zählt damit zu den Regionen mit „sehr hohen Zukunftschancen“. In der Ausgabe von 2019 lag er auf Platz 52 von 401.

### Verkehr

#### Bahnverkehr
Die Württembergische Staatsbahn erreichte mit der berühmten „Schwäbischen Eisenbahn“ schon 1847 von Ulm bei Friedrichshafen den Bodensee. Dagegen wurde die Bahnstrecke Stahringen–Friedrichshafen durch die Großherzoglich Badischen Staatseisenbahnen erst 1894 bis Überlingen und 1901 – ab der Landesgrenze durch die Württembergische Staatsbahn – bis Bahnhof Friedrichshafen Stadt gebaut. Deren östliche Fortsetzung nach Lindau wurde 1899 fertiggestellt.
Die Badische Staatsbahn fügte folgende Nebenbahnen hinzu:
- 1901: Oberuhldingen-Mühlhofen–Unteruhldingen
- 1905: Mimmenhausen-Neufrach–Frickingen

Die erste elektrisch betriebene normalspurige Bahn für Personen- und Güterverkehr in Deutschland war die 1895 eröffnete Lokalbahn Meckenbeuren–Tettnang der Lokalbahn Aktien-Gesellschaft München.
1922 kam noch die Strecke Friedrichshafen Stadt–Oberteuringen der Teuringertal-Bahn GmbH hinzu.
Zur Verbesserung des Nahverkehrs gründeten anliegende Kommunen die Bodensee-Oberschwaben-Bahn GmbH, an welcher der Kreis 20 % der Anteile hält. Sie hat 1993 auf der Strecke Ravensburg–Friedrichshafen den Nahverkehr übernommen, 1997 wurde dies bis Aulendorf ausgedehnt.
Von den ursprünglich 94 Kilometern des Gesamtnetzes sind 26 Kilometer stillgelegt worden:
- 1950: Uhldingen-Mühlhofen–Unteruhldingen (3 km)
- 1954: Friedrichshafen Stadt–Oberteuringen (11 km)
- 1953: Salem (früher: Mimmenhausen-Neufrach)–Frickingen (8 km)
- 1976: Meckenbeuren–Tettnang (4 km)

#### Fernstraßen
Das Gebiet des Landkreises wird von keiner Bundesautobahn berührt. Die A 96 (Lindau – Memmingen – München) führt jedoch nur wenige Kilometer östlich des Kreises vorbei. Von der Westseite des Kreises nicht weit entfernt ist die A 98, die unter anderem Verbindung zur A 81 schafft. Der Landkreis selbst ist durch Bundes-, Landes- und Kreisstraßen erschlossen. Die wichtigsten Bundesstraßen sind die B 31 (Breisach am Rhein–Lindau), die B 30 (Ulm–Friedrichshafen) und die B 33 (Ravensburg–Offenburg).

#### Radverkehr
Durch den Landkreis verlaufen einige Alltagsrouten aus dem Radnetz Baden-Württemberg: 
- Von Stockach kommend über Überlingen, Meersburg, Friedrichshafen und Kressbronn Richtung Lindau
- Von Ravensburg kommend über Meckenbeuren nach Friedrichshafen
- Von Pfullendorf kommend nach Überlingen.

Überdies gibt es ein Radverkehrskonzept des Landkreises. 
Durch den Landkreis verlaufen als Radfernwege: 
- Der Bodensee-Radweg führt um den ganzen See herum. An der Nordseite des Sees ist er ein Teil der D-Route 8 (Rhein-Route).[25]
- Der Donau-Bodensee-Radweg führt von Ulm nach Kressbronn und verläuft dabei von Wangen im Allgäu kommend über Neukirch und Oberlangnau nach Kressbronn.
- Der Oberschwaben-Allgäu-Radweg ist eine Rundstrecke über Ulm und Tettnang und verläuft von Wangen im Allgäu kommend über Neukirch und Obereisenbach nach Tettnang und weiter über Meckenbeuren, Oberteuringen und Markdorf Richtung Wilhelmsdorf.

Der Bodenseekreis ist Mitglied der AGFK (Arbeitsgemeinschaft Fahrrad- und Fußverkehrsfreundlicher Kommunen) in Baden-Württemberg.

#### Fähren
Fähren über den Bodensee verbinden den Bodenseekreis von Friedrichshafen nach Romanshorn in der Schweiz und von Meersburg nach Konstanz. Ein Katamaran verkehrt im Stundentakt von Friedrichshafen nach Konstanz.

#### Flughafen
Der Flughafen Friedrichshafen, an dessen GmbH der Bodenseekreis mit 39,38 % beteiligt ist, verbindet die Bodenseeregion mit verschiedenen Zielen im In- und Ausland.

### Tourismus
Jubiläumsweg Bodenseekreis:
Am Bahnhof von Kressbronn beginnt der Jubiläumsweg Bodenseekreis, ein 111 Kilometer langer Wanderweg, der 1998 zum 25-jährigen Bestehen des Bodenseekreises eingerichtet wurde. Er führt über sechs Etappen von Kressbronn durch das Hinterland über Neukirch, Meckenbeuren, Markdorf, Heiligenberg und Owingen nach Überlingen.
Eine Gruppe von etwa zehn ehrenamtlichen Wegewarten sorgt unter Leitung des Landratsamts und in Verbindung mit den zuständigen Gemeinden für die Ausschilderung und Instandhaltung des Jubiläumswegs.

### Kreiseinrichtungen
Der Bodenseekreis ist Träger des Bildungszentrums Markdorf mit Hauptschule, Realschule und Gymnasium, folgender Beruflicher Schulen: Berufsschulzentrum Friedrichshafen mit Claude-Dornier-Schule (Gewerbliche Schule) und der Landesberufsschule für das Hotel- und Gaststättengewerbe in Tettnang, Hugo-Eckener-Schule (Kaufmännische Schule) und Droste-Hülshoff-Schule (Haus- und Landwirtschaftliche Schule), Elektronikschule Tettnang, Berufsschulzentrum Überlingen mit Jörg-Zürn-Gewerbeschule, Constantin-Vanotti-Schule (Kaufmännische Schule) und Justus-von-Liebig-Schule (Haus- und Landwirtschaftliche Schule) sowie der Sonderpädagogischen Bildungs- und Beratungszentren Pestalozzi-Schule in Markdorf (Förderschwerpunkt geistige Entwicklung) und Sonnenbergschule in Salem-Buggensegel (Förderschwerpunkt Lernen). In Trägerschaft des Bodenseekreises sind die Volkshochschule Bodenseekreis mit Außenstellen in allen Städten und Gemeinden und die Jugendkunstschule in Meersburg.
Der Bodenseekreis vervollständigt laufend seine Kunstsammlung Bodenseekreis mit Gemälden der Künstler, die im Kreis gewirkt haben. Diese Sammlung ist im Archiv von Schloss Salem untergebracht.
Der Bodenseekreis war Gesellschafter der Klinik Tettnang GmbH, bis diese von den Waldburg-Zeil-Kliniken, die seit 2005 das Tettnanger Krankenhaus betreiben, übernommen wurde. Das ehemalige Kreiskrankenhaus Überlingen befindet sich heute in Trägerschaft des Helios-Kliniken-Verbundes.

## Städte und Gemeinden
(Einwohner am 31. Dezember 2024)
| Städte 1. Friedrichshafen, Große Kreisstadt (62.796) 2. Markdorf (14.300) 3. Meersburg (5956) 4. Tettnang (20.520) 5. Überlingen, Große Kreisstadt (22.735) Vereinbarte Verwaltungsgemeinschaften und Gemeindeverwaltungsverbände 1. Gemeindeverwaltungsverband Eriskirch-Kressbronn a. B.-Langenargen mit Sitz in Langenargen-Oberdorf; Mitgliedsgemeinden: Eriskirch, Kressbronn am Bodensee und Langenargen 2. Vereinbarte Verwaltungsgemeinschaft der Stadt Friedrichshafen mit der Gemeinde Immenstaad am Bodensee 3. Gemeindeverwaltungsverband Markdorf mit Sitz in Markdorf; Mitgliedsgemeinden: Stadt Markdorf sowie Gemeinden Bermatingen, Deggenhausertal und Oberteuringen 4. Gemeindeverwaltungsverband Meersburg mit Sitz in Meersburg; Mitgliedsgemeinden: Stadt Meersburg sowie Gemeinden Daisendorf, Hagnau am Bodensee, Stetten und Uhldingen-Mühlhofen 5. Gemeindeverwaltungsverband Salem mit Sitz in Salem; Mitgliedsgemeinden: Frickingen, Heiligenberg und Salem 6. Vereinbarte Verwaltungsgemeinschaft der Stadt Tettnang mit der Gemeinde Neukirch 7. Vereinbarte Verwaltungsgemeinschaft der Stadt Überlingen mit den Gemeinden Owingen und Sipplingen | Gemeinden 1. Bermatingen (4160) 2. Daisendorf (1521) 3. Deggenhausertal (4430) 4. Eriskirch (4834) 5. Frickingen (3111) 6. Hagnau am Bodensee (1402) 7. Heiligenberg (2836) 8. Immenstaad am Bodensee (6448) 9. Kressbronn am Bodensee (8727) 10. Langenargen (7525) 11. Meckenbeuren (13.735) 12. Neukirch (2725) 13. Oberteuringen (5035) 14. Owingen (4492) 15. Salem (12.243) 16. Sipplingen (2098) 17. Stetten (965) 18. Uhldingen-Mühlhofen (8210) |  |

## Kfz-Kennzeichen
Am 1. Januar 1973 wurde dem Landkreis als neues Unterscheidungszeichen FN zugewiesen, das bis heute ausgegeben wird.
Am 16. Oktober 2019 stimmte der Kreistag im vierten Anlauf einer Wiedereinführung der Altkennzeichen ÜB (Altkreis Überlingen) und TT (Altkreis Tettnang) zu; seit dem 3. Februar 2020 werden sie ausgegeben.